# 酢酸フェニル
酢酸フェニル（さくさんフェニル）とは有機化合物の一種で、酢酸とフェノールが脱水縮合した構造を持つエステルのこと。塩化アセチルとフェノールを反応させて得る。フェノール臭を示す無色の液体。消防法による第4類危険物 第3石油類に該当する。